# فرهنگ آزاد (کتاب)
کتاب فرهنگ آزاد (Free Culture) کتابی است نوشتهٔ لارنس لسیگ (Lawrence Lessig) در ارتباط با رشد سریع فناوری در سطح جهانی.
این کتاب در مورد فرهنگ جامعه (در این کتاب غالباً جامعهٔ ایالات متحده مدّنظر است) بررسی مسایلی چون قانون «حق تکثیر»، «حقوق پدیدآورندگان» و تأثیر پدیدهٔ اینترنت بر این قانون‌ها می‌باشد.
اینکه بسیاری از مدّعیان این حقوق خود از نقض کنندگان این حقوق بوده‌اند. اینکه با پیشرفت فناوری در قانون تغییراتی داده شده ولی در شرایطی که این تغییرات به سود صاحبان قدرت بوده است.